# Болтушкін Олександр Павлович
Олександр Павлович Болтушкін (1904 - 1943) - старший сержант  Робітничо-селянської Червоної Армії , учасник  радянсько-фінської і  німецько-радянської воєн, Герой Радянського Союзу (1943).

## Біографія
Олександр Болтушкін народився 5 квітня 1904 року в селі Сарафановская Куліга (нині - Нюксенський район  Вологодської області) в  селянській родині. Початкову освіту отримав, працював бригадиром і головою колгоспу. У 1939 році у був призваний на службу в Робітничо-селянську Червону Армію, брав участь у радянсько-фінській війні, після її закінчення в 1940 році був демобілізований. У 1941 році був повторно призваний до армії. З початку Німецько-радянської війни воював на її фронтах. Брав участь в  битві за Москву, під час одного з боїв виніс пораненого  Сергія Зіміна, з яким згодом воював. До березня 1943 року гвардії старший сержант Олександр Болтушкін був помічником командира взводу 78-го гвардійського стрілецького полку  25-ї гвардійської стрілецької дивізії  6-ї армії  Південно-Західного фронту, командував взводом лейтенант  Петро Широнін. Відзначився під час звільнення лівобережної частини України.
2 березня 1943 року Болтушкін брав участь у відбитті контратак ворожих танкових, механізованих і піхотних сил біля залізничного переїзду на південній околиці села  Таранівка  Зміївського району  Харківської області  Української РСР. Під час відбиття третьої за день атаки, коли один з танків підійшов впритул до окопів, Болтушкін підірвав його гранатою і автоматними чергами знищив німецьких піхотинців, які йшли поруч. Незабаром під час відбиття чергової атаки загинув. Був похований в  братській могилі на місці бою. У числі всіх бійців взводу Широнина був представлений до звання  Героя Радянського Союзу.
Указом Президіума  Верховної Ради СРСР від 18 травня 1943 року за «зразкове виконання бойових завдань командування на фронті боротьби з німецько-фашистським загарбниками і проявлені при цьому мужність і героїзм» гвардії старший сержант Олександр Болтушкін посмертно був удостоєний звання Героя Радянського Союзу. Також був нагороджений  орденом Леніна.